# 愛在深秋 (電影)
《愛在深秋》（英語：Love in Late Autumn）是一部2016年的香港電影，由林家威執導，溫碧霞、譚耀文、趙炳銳、方皓玟、王建成主演。

## 情節
正在忙於拍攝電影的夢霖（溫碧霞　飾）為了和家輝（譚耀文　飾）慶祝結婚十周年，並給他一個意外驚喜，特別向劇組請假從香港飛往上海。可惜家輝不但忘記了這重要日子，更被夢霖目睹他和秘書Cindy（方皓玟　飾）有親密關係。夢霖一氣之下隨手乘搭上韓磊（趙炳銳　飾）的計程車前往桂林，怎料這兩個生活在完全不同的世界的人，卻在一段公路之旅後互生情愫。最後，夢霖、家輝和韓磊三人將會是一個怎樣的結局或開始呢？

## 演員表
- 溫碧霞（領銜主演）
- 譚耀文（領銜主演）
- 趙炳銳（領銜主演）
- 方皓玟（領銜主演）
- 王建成（領銜主演）

## 外部連結
- 香港影庫上《愛在深秋》的資料（繁體中文）
- 開眼電影網上《愛在深秋》的資料（繁體中文）
- 豆瓣电影上《爱在深秋》的資料 （简体中文）
- 时光网上《爱在深秋》的資料（简体中文）